# Castiarina sexcavata
Castiarina sexcavata es una especie de escarabajo del género Castiarina, familia Buprestidae. Fue descrita científicamente por Deuquet en 1938.